# Brett Prahl
Brett Prahl (ur. 6 października 1994 w East Troy) – amerykański koszykarz występujący na pozycjach silnego skrzydłowego lub środkowego, obecnie zawodnik HydroTrucka Radom.
22 sierpnia 2018 został zawodnikiem Polpharmy Starogard Gdański. 23 sierpnia 2019 przedłużył umowę z klubem. 31 stycznia 2020 opuścił klub. 19 czerwca 2020 zawarł kontrakt z HydroTruckiem Radom.

## Osiągnięcia
Stan na 3 lipca 2020, na podstawie
, o ile nie zaznaczono inaczej.
NCAA
- Zaliczony do:
  - I składu turnieju Ligi Horizon (2017)
  - Horizon League Academic Honor Roll (2015, 2016, 2017)
  - NABC Honors Court (2016, 2017)
  - IV składu College Sports Madness Horizon League Preseason All-Conference (2018)
- Najlepszy zawodnik defensywny klubu Panthers (2017)
- Największy postęp klubu Panthers (2017)
- Lider Ligi Horizon w skuteczności rzutów za 2 punkty (65,3% – 2018)[7]

Indywidualne
- Lider PLK w skuteczności rzutów z gry (69,7% – 2019)